# 环己烷甲酸甲酯
环己烷甲酸甲酯是一种有机化合物，化学式为C8H14O2。它可由环己烷甲酸和甲醇在硫酸存在下回流反应制得。

## 反应
环己烷甲酸甲酯可以被紅鋁还原为环己烷甲醛。
它和正辛醇在三氟甲磺酸五氟苯铵催化下于甲苯中反应，可以得到环己烷甲酸辛酯。